# 臺灣黃毒蛾
臺灣黃毒蛾（学名：Euproctis taiwana）为毒蛾科黃毒蛾屬下的一个种。